# Gerhard Bienert
Max Richard Gerhard Bienert (* 8. Januar 1898 in Berlin; † 23. Dezember 1986 in West-Berlin) war ein deutscher Schauspieler, der in zahlreichen Kino- und Fernsehfilmen mitspielte.

## Leben und Werk
Gerhard Bienert wurde als Sohn des Buchhalters Hugo Bienert und der Hausfrau Valeria Fritsche am 8. Januar 1898 in Berlin geboren. Er wuchs mit seinem Bruder Reinhold Bernt, der später auch Schauspieler wurde, in einem gutbürgerlichen Haushalt auf und meldete sich 1916, nach bestandenem Abitur, freiwillig zum Militärdienst. Am Ersten Weltkrieg nahm er in der Kavallerie als Dragonerleutnant teil.
Nach Kriegsende studierte er, auf Wunsch seines Vaters, zwei Semester Germanistik und Philosophie an der Friedrich Wilhelms-Universität zu Berlin, als er – bestärkt durch seine Tätigkeit an einem Studententheater – sein Studium vorzeitig abbrach, um den Beruf des Schauspielers zu erlernen. Von 1919 nahm er Unterricht an der Max Reinhardt-Schauspielschule des Deutschen Theaters in Berlin bei Berthold Held.

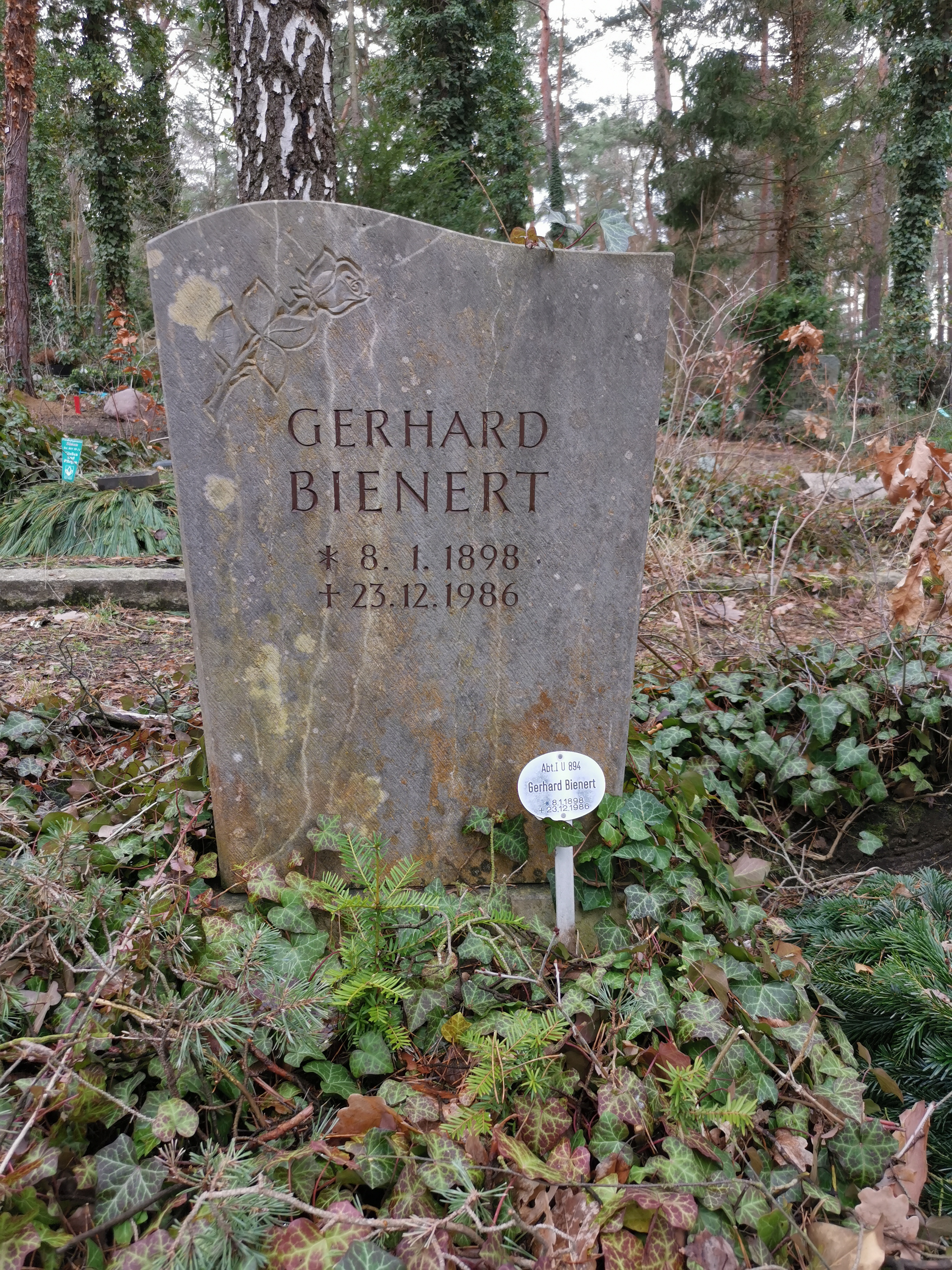
Grabstelle auf dem Waldfriedhof Zehlendorf, Feld 26

Es folgten erste Theaterrollen, anfangs als Komparse und ab 1921 auch als Darsteller an verschiedenen Berliner Bühnen. Bienert gründete 1928 mit seinem Bruder Reinhold Bernt, Werner Pledath, Adolf Fischer sowie anderen die „Gruppe junger Schauspieler“, die vor allem sozialkritische Stücke aufführte und mit ihrem Programm auf Tournee ging. Parallel zu seiner Tätigkeit am Theater wirkte er ab 1922 in anfangs kleinen Rollen an Stummfilmen mit, ehe ihm Ende der 1920er Jahre auch größere Filmangebote unterbreitet wurden. Der Mann mit dem Laubfrosch aus dem Jahr 1928 und vor allem aber Phil Jutzis Mutter Krausens Fahrt ins Glück verschafften Bienert den endgültigen Durchbruch als Schauspieler.
Es folgten viele Nebenrollen in frühen Tonfilmen, wie etwa 1930 in Der blaue Engel, 1931 in Berlin – Alexanderplatz oder 1932 im nationalistischen Film Morgenrot. In der Zeit des Nationalsozialismus blieben größere Engagements (mit Ausnahme der Komödie Hochzeit an der Panke im Jahre 1935 am Theater am Schiffbauerdamm) am Theater aus, sodass er sich verstärkt auf seine Filmarbeit konzentrierte, die auch während des Zweiten Weltkrieges nicht zum Erliegen kam. Bienert war zu dieser Zeit ein vielbeschäftigter Darsteller, der in etwa 70 Filmen mitwirkte und noch kurz vor Kriegsende in die Gottbegnadeten-Liste aufgenommen wurde.
Vom Kriegsende bis zu seinem Tod gehörte Gerhard Bienert dem Ensemble des Deutschen Theaters in Ost-Berlin an. Er war einer der wenigen Schauspieler aus West-Berlin, die auch nach dem Bau der Berliner Mauer sowohl in Ost- wie in West-Berlin schauspielerisch arbeiteten. Von 1953 an wirkte er auch wieder in Film- und Fernsehproduktionen mit, jedoch ausschließlich für die DEFA und das Fernsehen der DDR, wie 1954 in Ernst Thälmann – Sohn seiner Klasse.
Bienert war in vierter Ehe  mit der Schauspielerin Inge Herbrecht verheiratet. Er starb 1986 im Alter von 88 Jahren und wurde auf dem Waldfriedhof Zehlendorf in Berlin beigesetzt.
Sein schriftlicher Nachlass befindet sich im Archiv der Akademie der Künste in Berlin.

## Darstellung Bienerts in der bildenden Kunst
- Conrad Felixmüller: Schauspieler Gerhard Bienert (Öl, 67 × 58 cm, 1965)[4]

## Filmografie (Auswahl)
- 1923: Der Mensch am Wege
- 1928: Der Mann mit dem Laubfrosch
- 1929: Mutter Krausens Fahrt ins Glück
- 1929: Ludwig der Zweite, König von Bayern
- 1930: Der blaue Engel
- 1931: Feind im Blut
- 1931: Voruntersuchung
- 1931: M
- 1931: Berlin – Alexanderplatz
- 1931: Reserve hat Ruh
- 1931: Panik in Chicago
- 1931: Der Hauptmann von Köpenick
- 1932: Der Stolz der 3. Kompanie
- 1932: Mensch ohne Namen
- 1932: Kuhle Wampe oder: Wem gehört die Welt?
- 1932: Unheimliche Geschichten
- 1932: Grün ist die Heide
- 1932: Fünf von der Jazzband
- 1932: Das erste Recht des Kindes
- 1933: Das Testament des Dr. Mabuse
- 1933: Morgenrot
- 1933: Sprung in den Abgrund
- 1933: Inge und die Millionen
- 1934: Ein Mann will nach Deutschland
- 1934: Lockvogel
- 1935: Schwarze Rosen
- 1935: Fährmann Maria
- 1935: Krach im Hinterhaus
- 1935: Henker, Frauen und Soldaten
- 1936: Donner, Blitz und Sonnenschein
- 1936: Der Bettelstudent
- 1936: Stadt Anatol
- 1937: Der Mann, von dem man spricht
- 1938: Das indische Grabmal
- 1938: Pour le Mérite
- 1938: Mordsache Holm
- 1938: Heiratsschwindler
- 1939: Aufruhr in Damaskus
- 1939: Gold in New Frisco
- 1939: Flucht ins Dunkel
- 1939: Das Lied der Wüste
- 1939: Parkstraße 13
- 1941: Alarm
- 1941: Ohm Krüger
- 1941: Das Mädchen von Fanö
- 1943: Ich vertraue Dir meine Frau an
- 1944/49: Die Nacht der Zwölf
- 1945: Shiva und die Galgenblume (unvollendet)
- 1948: Affaire Blum
- 1952: Mein Herz darfst Du nicht fragen
- 1953: Die Unbesiegbaren
- 1954: Ernst Thälmann – Sohn seiner Klasse
- 1955: Ein Polterabend
- 1956: Thomas Müntzer – Ein Film deutscher Geschichte
- 1956: Die Millionen der Yvette
- 1957: Polonia-Express
- 1957: Lissy
- 1957: Die Schönste
- 1957: Die Elenden (Les misérables)
- 1957: Ein Mädchen von 16 ½
- 1958: Emilia Galotti
- 1958: Der Prozeß wird vertagt
- 1958: Klotz am Bein
- 1959: Verwirrung der Liebe
- 1959: Reportage 57
- 1960: Trübe Wasser
- 1960: Die heute über 40 sind
- 1960: Alwin der Letzte
- 1961: Mutter Courage und ihre Kinder (Theateraufzeichnung)
- 1964: Viel Lärm um nichts
- 1965: Ohne Paß in fremden Betten
- 1967: Kleiner Mann – was nun? (Fernsehfilm)
- 1967: Hochzeitsnacht im Regen
- 1967: Die Ohrfeige (Fernsehfilm)
- 1968: Androklus und der Löwe (Fernsehfilm)
- 1968: Wir lassen uns scheiden
- 1970: Effi Briest (Fernsehfilm)
- 1971: Verwandte und Bekannte (Fernsehfilm)
- 1972: Die Bilder des Zeugen Schattmann (Fernsehfilm)
- 1973: Die Elixiere des Teufels
- 1974: Der nackte Mann auf dem Sportplatz
- 1974: Hallo Taxi (Fernsehfilm)
- 1975: Polizeiruf 110: Der Mann (Fernsehfilm)
- 1975: Blumen für den Mann im Mond
- 1976: Die Leiden des jungen Werthers
- 1976: Hostess
- 1977: Die Flucht
- 1977: Du und icke und Berlin (Fernsehfilm)
- 1978: Sabine Wulff
- 1979: Karlchen, durchhalten!
- 1979: Herbstzeit (Fernsehfilm)
- 1983–1987: Einzug ins Paradies (Fernsehserie)
- 1984: Was soll bloß aus dir werden (Fernsehfilm)

## Theater
- 1929: Friedrich Wolf: Cyankali (Paul) – Regie: ? (Lessing-Theater Berlin)
- 1947: Boris Lawrenjow: Die Bresche (Oberleutnant von Stube) – Regie: Heinz Wolfgang Litten (Haus der Kultur der Sowjetunion)
- 1948 August Jakobson: Die Brüder Kondor (Peter Kondor) – Regie: Hans Stiebner (Theater am Schiffbauerdamm Berlin)
- 1949: Johann Wolfgang von Goethe: Faust. Eine Tragödie (Saufkumpan) – Regie: Wolfgang Langhoff (Deutsches Theater Berlin)
- 1949: Bertolt Brecht: Mutter Courage und ihre Kinder – Regie: Erich Engel (Berliner Ensemble im Deutschen Theater Berlin)
- 1950: Richard Brinsley Sheridan: Die Lästerschule (Peter von Quälgeist) – Regie: Aribert Wäscher (Deutsches Theater Berlin – Kammerspiele)
- 1950: Bertolt Brecht: Die Mutter (Lehrer) – Regie: Bertolt Brecht (Berliner Ensemble im Deutschen Theater Berlin)
- 1950: Nikolai Gogol: Der Revisor (Diener) – Regie: Wolfgang Langhoff (Deutsches Theater Berlin)
- 1951: Gerhart Hauptmann: Der Biberpelz und Roter Hahn (Vater Wolff) – Regie: Egon Monk (Berliner Ensemble im Deutschen Theater Berlin – Kammerspiele)
- 1952: Heinrich von Kleist: Der zerbrochne Krug (Gerichtsrat Walter) – Regie: Therese Giehse (Berliner Ensemble im Deutschen Theater Berlin)
- 1952: George Bernard Shaw: Pygmalion (Dolittle) – Regie: Rudolf Noelte (Deutsches Theater Berlin – Kammerspiele)
- 1953: Friedrich Wolf: Thomas Müntzer, der Mann mit der Regenbogenfahne (Fuhrmann Mattes) – Regie: Wolfgang Langhoff (Deutsches Theater Berlin)
- 1953: Bertolt Brecht nach Anna Seghers: Der Prozess der Jeanne d’Arc zu Rouen 1431 – Regie: Benno Besson (Berliner Ensemble im Deutschen Theater Berlin – Kammerspiele)
- 1953: Alexander Kron: Das tote Tal (Geologe) – Regie: Herwart Grosse (Deutsches Theater Berlin)
- 1955: Alfred Matusche: Die Dorfstraße (Landser) – Regie: Hannes Fischer (Deutsches Theater Berlin – Kammerspiele)
- 1955: Arno Holz: Sozialaristokraten (Oskar Fiebig) – Regie: Ernst Kahler (Deutsches Theater Berlin – Kammerspiele)
- 1956: Lillian Hellman: Die kleinen Füchse (Ben Hubbart) – Regie: Wolfgang Heinz (Deutsches Theater Berlin – Kammerspiele)
- 1957: William Shakespeare: König Lear (Kent) – Regie: Wolfgang Langhoff (Deutsches Theater Berlin)
- 1958: Anton Tschechow: Drei Schwestern – Regie: Heinz Hilpert (Deutsches Theater Berlin)
- 1959: Friedrich Schiller: Wallenstein (Buttler) – Regie: Karl Paryla (Deutsches Theater Berlin)
- 1959: Maxim Gorki: Sommergäste (Dudakow) – Regie: Wolfgang Heinz (Deutsches Theater Berlin)
- 1961: Carl Sternheim: Die Hose – Regie: Carl M. Weber (Deutsches Theater Berlin)
- 1962: Gerhart Hauptmann: Der Biberpelz (Vater Wolff) – Regie: Ernst Kahler (Deutsches Theater Berlin – Kammerspiele)
- 1962: Friedrich Schiller: Wilhelm Tell (Walter Fürst) – Regie: Wolfgang Langhoff (Deutsches Theater Berlin)
- 1962: Saul O’Hara: Inspektor Campbells letzter Fall (Campbell) – Regie: Wolfgang Langhoff/Lothar Bellag (Deutsches Theater Berlin – Kammerspiele)
- 1962: Peter Hacks: Die Sorgen und die Macht (Sonderling) – Regie: Wolfgang Langhoff (Deutsches Theater Berlin)
- 1963: Carl Sternheim: Der Snob (Vater Maske) – Regie: Fritz Bornemann (Deutsches Theater Berlin – Kammerspiele)
- 1966: William Shakespeare: Maß für Maß (Escalus) – Regie: Adolf Dresen (Deutsches Theater Berlin)
- 1967: Horst Salomon: Ein Lorbaß – Regie: Benno Besson (Deutsches Theater Berlin)
- 1968: Johann Wolfgang von Goethe: Faust. Der Tragödie erster Teil (Student) – Regie: Wolfgang Heinz / Adolf Dresen (Deutsches Theater Berlin)
- 1968: Hermann Kant: Die Aula – Regie: Uta Birnbaum (Deutsches Theater Berlin)
- 1970: Hans Magnus Enzensberger: Das Verhör von Habana (Raúl Valdés Vivó) – Regie: Manfred Wekwerth (Deutsches Theater Berlin)
- 1971: Arnold Wesker: Goldene Städte (Direktor) – Regie: Hans-Georg Simmgen (Deutsches Theater Berlin)
- 1971: Friedrich Schiller: Der Parasit (Firmin) – Regie: Herwart Grosse (Deutsches Theater Berlin – Kleine Komödie)
- 1974: Johann Wolfgang von Goethe: Die Geschichte Gottfriedens von Berlichingen mit der eisernen Hand (Abt von Fulda) – Regie: Horst Schönemann (Deutsches Theater Berlin)
- 1977: Heinrich von Kleist: Michael Kohlhaas (Abdecker) – Regie: Adolf Dresen (Deutsches Theater Berlin)

## Hörspiele
- 1947: Friedrich Karl Kaul: Einer von vielen – Regie: Alfred Braun (Berliner Rundfunk)
- 1948: Berta Waterstradt: Während der Stromsperre – Regie: Hanns Farenburg (Hörspiel – Berliner Rundfunk)
- 1948: Friedrich Karl Kaul: Auf die Barrikaden – Regie: Alfred Braun (Berliner Rundfunk)
- 1957: Bernhard Seeger: Wo die Nebel weichen (Ballinger) – Regie: Lothar Dutombé (Rundfunk der DDR)
- 1958: Günther Rücker: Der Bericht Nr. 1 – Regie: Günther Rücker (Rundfunk der DDR)
- 1961: Alfred Matusche: Unrast (Franz) – Regie: Wolfgang Schonendorf (Rundfunk der DDR)
- 1961: Bernhard Seeger: Unterm Wind der Jahre (Puhlmann) – Regie: Theodor Popp (Rundfunk der DDR)
- 1961: Alfred Matusche: Unrast (Franz) – Regie: Wolfgang Schonendorf (Hörspiel – Rundfunk der DDR)
- 1982: Adolf Glaßbrenner: Herr Buffey macht einen Ausflug (Herr Buffey) – Regie: Werner Grunow (Hörspiel – Rundfunk der DDR)

## Auszeichnungen
- 1960: Kunstpreis der DDR
- 1965: Nationalpreis der DDR
- 1977: Nationalpreis der DDR II. Klasse für Kunst und Literatur
- 1978: Johannes-R.-Becher-Medaille in Gold